# Hydrophilinae

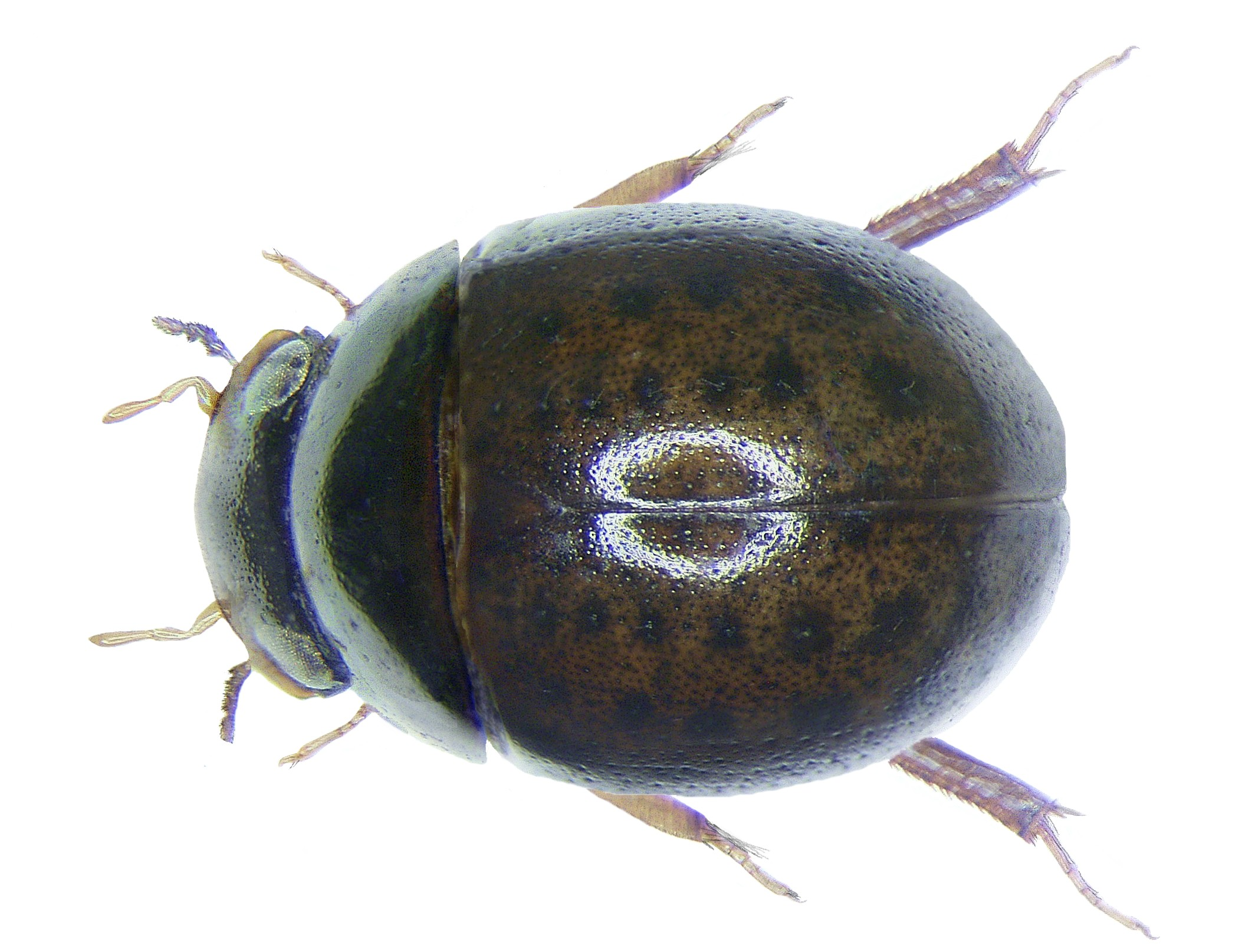
Amphiops mirabilis z plemienia Amphiopini

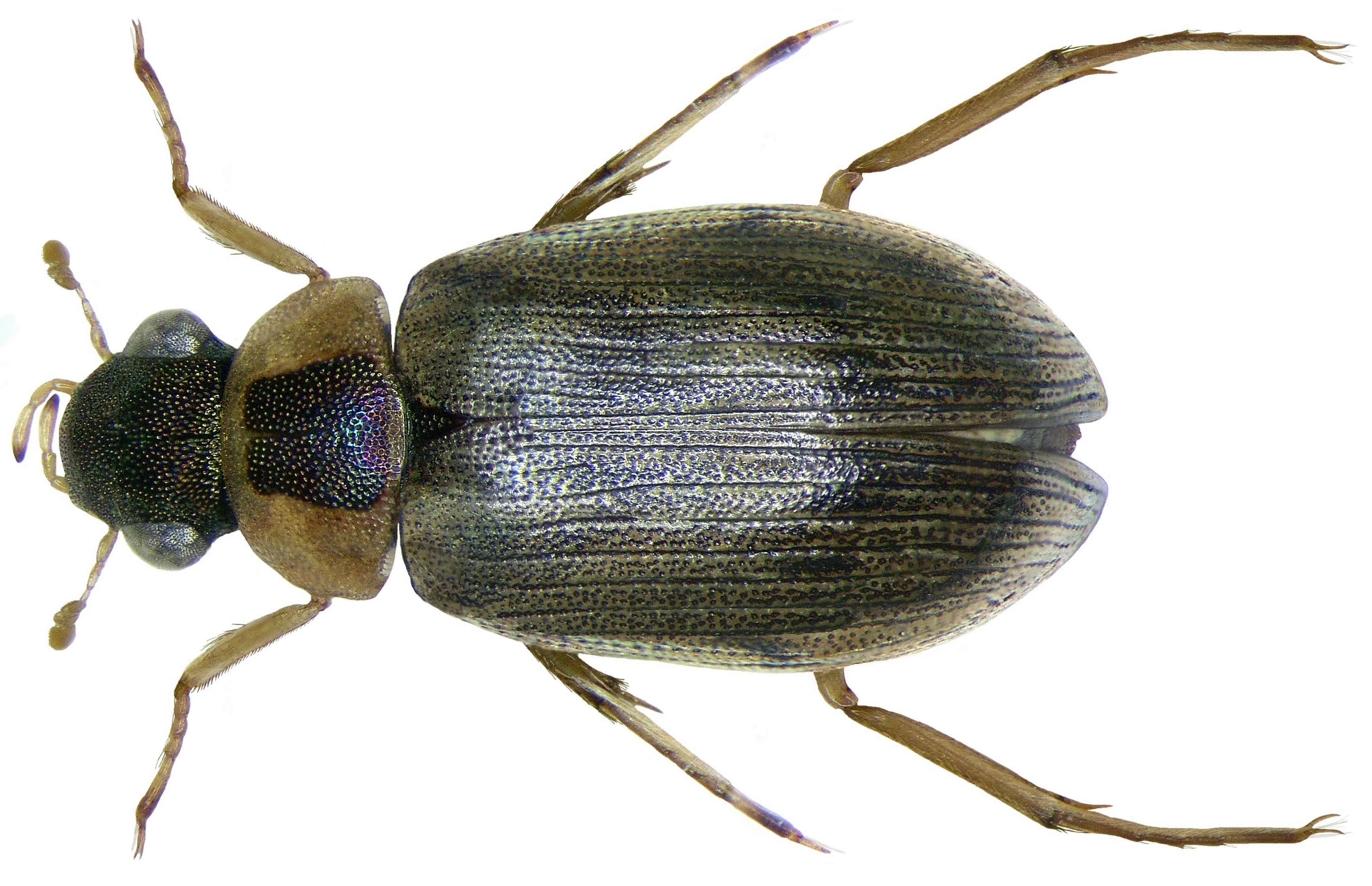
Berosus affinis z plemienia Berosini

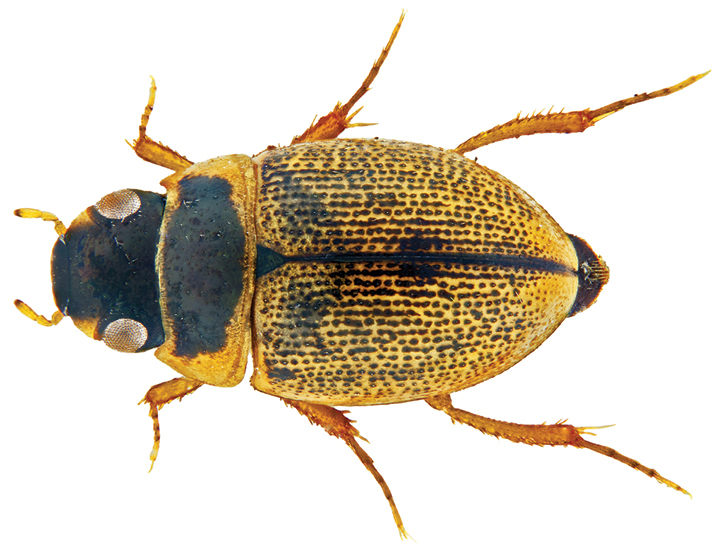
Laccobius uhligi z plemienia Laccobiini

Hydrophilinae – podrodzina chrząszczy z podrzędu wielożernych i rodziny kałużnicowatych. Obejmuje około 1150 opisanych gatunków.

## Morfologia
Chrząszcze o ciele długości od 1,5 do 46 mm, ale tylko w przypadku Hydrophilini przekraczające 10 mm. Wierzch ciała bywa od umiarkowanie sklepionego do niemal półkulistego, a zarys podługowato-owalny do niemal okrągłego. Synapomorfią, a potencjalnie autapomorfią podrodziny jest mesofurca (widełki sternalne śródtułowia) o długich, sięgających grzbietowej ściany ciała ramionach. Skrzydła tylnej pary zawsze mają wykształcone komórkę klinowatą i płat jugalny. Większość gatunków ma odnóża z długimi włoskami pływnymi na goleniach. U Berosini, Laccobiini i Hydrophilini stopy przedniej pary u samca są zmodyfikowane.

## Biologia i ekologia
Zarówno larwy, jak i owady dorosłe są wodne. Osobniki dorosłe wielu gatunków głównie łażą po podłożu lub zanurzonych roślinach, ale u Hydrophilini i Berosini znaleźć można gatunki dobrze pływające.
Postacie dorosłe w większości przypadków żerują na rozkładającej się materii organicznej, rzadziej na żywych glonach czy roślinach wyższych. Zwykle dla udanego rozrodu nawet gatunki niedrapieżne wymagają uzupełnienia diety białkiem zwierzęcym, stąd sporadycznie żerują na padlinie, a nawet żywych zwierzętach. Największe osobniki są w stanie polować na ślimaki, kijanki czy małe ryby.
Larwy są drapieżnikami, zwykle polującymi z zasadzki. Ich ofiarami padają owady, skorupiaki, pierścienice, a w przypadku większych osobników także ślimaki, kijanki i małe ryby; wyjątkiem są tylko niektóre leniwczyki żerujące na glonach. Wykorzystują trawienie pozaustrojowe. Znane są dwie strategie radzenia sobie z problemem rozcieńczania soków przez środowisko wodne. Najpopularniejszą jest wyniesienie ofiary ponad taflę wody, utrzymując ją i manipulując nią za pomocą czułków, narządów gębowych, a czasem też przedniej pary odnóży – to właśnie do takiego sposobu żerowania stanowi przystosowanie hiperprognatyczna głowa. Drugą, stosowaną przez larwy bentosowe, strategią jest dociskanie ofiary do odwłoka, przebicie jej oskórka dwiema żuwaczkami lub tylko lewą z nich oraz wstrzyknięcie do jej wnętrza soków trawiennych i późniejsze wypicie rozpuszczonych wnętrzności przez bruzdę w żuwaczce. Larwy z rodzaju kałużnica potrafią ponadto dobierać się do ślimaków – dociskają muszlę uniesioną głową do grzbietowej strony odwłoka i rozgniatają ją żuwaczkami.

## Rozprzestrzenienie
Podrodzina kosmopolityczna, znana ze wszystkich krain zoogeograficznych.

## Taksonomia i ewolucja
Takson rangi rodzinowej od rodzaju Hydrophilus utworzył jako pierwszy w 1802 roku Pierre-André Latreille pod nazwą Hydrophilii. Na przestrzeni wieków rodzina kałużnicowatych była różnie definiowana i dzielona. Pierwszą szczegółową klasyfikację kałużnicowatych stworzył w 1844 roku Étienne Mulsant. W obrębie swoich Hydrophilines wyróżnił cztery grupy: Limnébiaires, Bérosaires, Cyllidiaires, Hydrobiaires i Hydrophilaires. Kompleksową, mającą odzwierciedlać filogenezę, systematykę kałużnic stworzył w pracach z 1916 i 1919 roku Armand d’Orchymont. Pojawiają się tam już Hydrophilinae podzielone na plemiona Hydrobiini, Hydrophilini, Amphiopini i Berosini, to pierwsze z podplemionami Hydrobiae i Helocharae. W 1991 roku Michael Hansen nową systematykę kałużnicowatych wprowadził na podstawie wyników morfologicznej analizy filogenetycznej. Hydrophilinae podzielił na plemiona Sperchopsini, Berosini, Chaetarthriini, Anacaeniini, Oocyclini i Hydrophilini z trzema podplemionami: Acidocerina, Hydrobiina i Hydrophilina. Klasyfikacja taka stosowana była przez większość specjalistów, jednak kolejne analizy filogenetyczne podważały część wyników Hansena.
Nową definicję podrodziny i jej podział wprowadzili na podstawie molekularnej analizy filogenetycznej Andrew Edward Short i Martin Fikáček. Wyróżnili w jej obrębie pięć plemion:
- Amphiopini Kuwert, 1890
- Berosini Mulsant, 1844
- Laccobiini Houlbert, 1922
- Hydrophilini Latreille, 1802
- Hydrobiusini Mulsant, 1844

Do tak ujętych Hydrophilinae zalicza się około 1150 opisanych gatunków zgrupowanych w 33 rodzajach.
W zapisie kopalnym podrodzina znana jest od kredy wczesnej. Z okresu tego pochodzą skamieniałości należących do Hydrobiusini rodzajów Baissalarva i Cretoxenus.